# 在サウジアラビア日本国大使館
在サウジアラビア日本国大使館（アラビア語: سفارة اليابان في المملكة العربية السعودية、英語: Embassy of Japan in Saudi Arabia）は、サウジアラビアの首都リヤドにある日本の大使館。

## 概要
- 1952年、サンフランシスコ平和条約の発効により日本国が独立、サウジアラビアも同条約締結国のうちの一国[1]
- 1955年、日本とサウジアラビアの外交関係が樹立される[2]
- 1960年、ジッダ（ジェッダ）に在サウジアラビア日本国大使館（在サウディ・アラビア日本国大使館[3]）が開設される[2]
- 1980年、在オマーン日本国大使館との兼轄を開始（1983年まで）[4]
- 1984年、大使館が首都リヤドに移転、ジッダには代わりに総領事館が開設される[2]
- 2015年5月10日より、在イエメン日本国大使館を兼轄[5]

## 住所

### 所在地
| 日本語     | リヤド市ディプロマティック・クォーター（外交区） |
| アラビア語 | حي السفارات، الرياض                              |
| 英語       | Diplomatic Quarter, Riyadh                       |

### 私書箱
| 日本語     | 〒11491 リヤド市私書箱4095                    |
| アラビア語 | ص ب 4095 الرياض 11491 / ص ب ٤٠٩٥ الرياض ١١٤٩١ |
| 英語       | P.O. Box 4095, Riyadh 11491                   |

## 著名な在勤者
- 天木直人 - 作家、新党憲法9条代表
- 久坂部羊 - 医師・作家。初代医務官として赴任
- 黒川純一良 - 国土地理院長
- 田村秀治 - 大使。
- 辻上奈美江 - 上智大学准教授。サウジアラビアにおけるジェンダー研究者としては日本随一
- 中田考 - 同志社大学客員教授。イブン・タイミーヤ研究者としては日本随一
- 平野道夫 - 元国土交通省北海道開発局長、ドーコン社長